# Jonathan Demme
Pour les articles homonymes, voir Demme.
Jonathan Demme [ˈdʒɑnəθən ˈdɛmi], né le 22 février 1944 à Baldwin (Hempstead, État de New York) et mort le 26 avril 2017 à New York, est un réalisateur, producteur et scénariste américain.

## Biographie
Jonathan Demme découvre le cinéma durant ses études à l'université de Floride, il s'occupe des relations de presse pour Ambassy Pictures puis United Artists. Il collabore avec Roger Corman à sa société de production New World. Il écrit et produit Angels Hard as They Come (1971) de Joe Viola avant de réaliser ses trois premiers films : Cinq femmes à abattre (1974), Crazy Mama (1975) et Colère froide (1976). C'est sur le tournage de Cinq femmes à abattre qu'il fait la rencontre de Tak Fujimoto, qui devient son directeur photo attitré. 
Par la suite Demme réalise Meurtre à la carte, épisode de la série Columbo dans lequel l'antagoniste du célèbre lieutenant est un grand chef cuisinier incarné par Louis Jourdan. Demme dirige aussi les films Handle with Care, une comédie dramatique dans la lignée de American Graffiti de George Lucas et Meurtres en cascade, un thriller mettant en vedette Roy Scheider et rendant hommage au cinéma d'Alfred Hitchcock. 
Avec son film suivant, Melvin and Howard, sorti en 1980, Jonathan Demme commence à attirer vraiment l'attention. Le film est une comédie dramatique basée sur l'histoire véridique de Melvin E. Dummar, qui prétendit avoir hérité d'Howard Hughes. Bien accueilli par la critique, le film décroche deux Oscars et un Golden Globe.
Au cours des années 1980, Demme poursuit dans la même veine en tournant des comédies dramatiques comme Swing Shift en 1984, Dangereuse sous tous rapports en 1986 et Veuve mais pas trop en 1988. Ces films sont notables en partie parce qu'ils mettent en valeur des personnages féminins forts. Le tournage de Swing Shift est marqué par la relation tendue entre Demme et sa vedette Goldie Hawn.
Toujours pendant cette décennie, Demme tourne deux captations de performances préexistantes : Stop Making Sense, présentation d'un concert donné par le groupe rock Talking Heads au Pantages Theatre de Hollywood en décembre 1983, et Swimming to Cambodia, monologue théâtral dans lequel l'acteur Spalding Gray raconte sa participation au film La Déchirure .
En 1991, Le Silence des agneaux marque un tournant dans sa carrière de réalisateur : adapté de la trilogie sur Hannibal Lecter de l'écrivain Thomas Harris, le film connait un succès critique et commercial impressionnant et accède à la renommée internationale. Maintenant considéré comme un classique, il est centré sur l'étrange relation entre une jeune policière et un redoutable tueur en série. À la cérémonie des Oscars en 1992, Le Silence des agneaux devient le troisième film, après New York-Miami de Frank Capra et Vol au-dessus d'un nid de coucou de Miloš Forman, à remporter le « Big 5 », soit les cinq Oscars principaux : film, acteur, actrice, scénario et mise en scène. Un exploit non renouvelé depuis. 
L'année suivante, Demme présente Cousin Bobby (en), un documentaire centré sur son cousin, Robert Castle, un pasteur officiant dans le quartier difficile d'Harlem et très impliqué dans la vie de sa communauté. Puis il dirige Philadelphia, un drame social abordant de front les thèmes de l'homophobie et du SIDA. Tom Hanks, qui y incarne une victime de la maladie, voit son interprétation soulignée par un Oscar tandis que la chanson titre, interprétée par Bruce Springsteen, est devenue un grand succès. 
Fin 1998, il réalise le drame Beloved avec Danny Glover et Oprah Winfrey. Ambitieuse adaptation d'un roman de Toni Morrison, prix Nobel de littérature, le film est tièdement accueilli.  

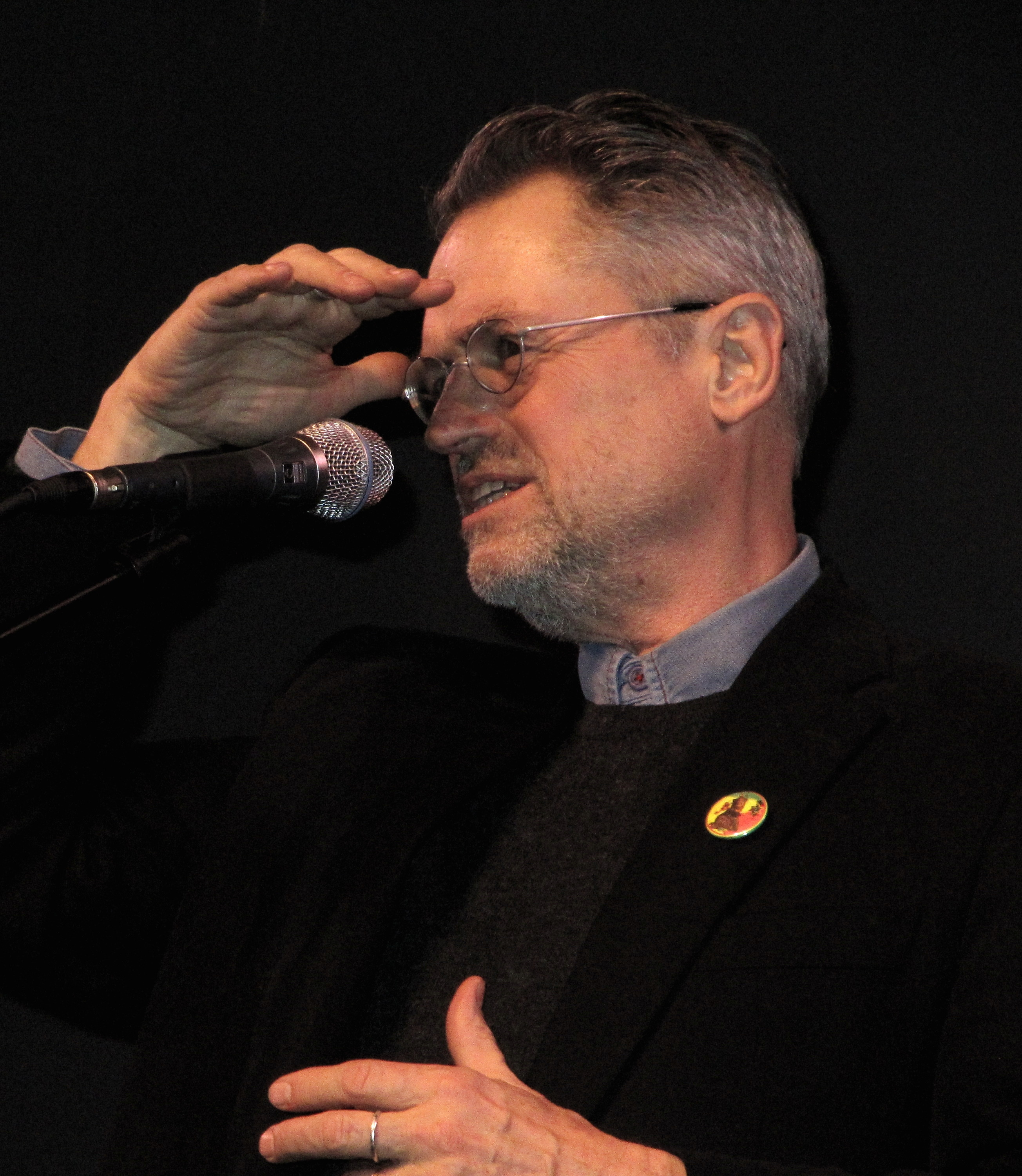
Jonathan Demme au Coolidge Corner Theatre à Brookline (Massachusetts) en 2010.

Il apporte l'Oscar du meilleur acteur à Tom Hanks et Anthony Hopkins, respectivement pour Philadelphia et Le Silence des agneaux. Ce dernier vaut également l'Oscar de la meilleure actrice à Jodie Foster. Quelques années auparavant c'était celui de la meilleure actrice dans un second rôle à Mary Steenburgen pour Melvin et Howard. Les années 2000 débutent sous de moins bons auspices : en 2002, il signe La Vérité sur Charlie, un thriller avec Mark Wahlberg et Thandie Newton qui est un cuisant échec critique et commercial. 
Il multiplie alors les documentaires, souvent socio-politiques ou musicaux, et opère parallèlement un virage côté fiction : s'il réalise de nouveau un remake en 2004 avec Un crime dans la tête, porté par Denzel Washington et Meryl Streep, il se tourne vers un cinéma plus indépendant.
En 2008, le drame Rachel se marie permet à la jeune Anne Hathaway de décrocher une nomination à l'Oscar de la meilleure actrice. En 2015, il dirige Meryl Streep dans la comédie dramatique Ricki and the Flash, qui fait l'ouverture de la section Piazza Grande lors du 68e Festival de Locarno. Le film déçoit critique et public.
Cette même année, il préside néanmoins le jury du Prix Horizon lors du 72e Festival de Venise.
Entretemps, il revient vers le thriller policier noir et adulte pour réaliser deux épisodes de l'acclamée série dramatique d'AMC, The Killing. Parmi eux, le tout dernier chapitre du programme, diffusé fin 2014.
Jonathan Demme est un défenseur des droits de l'homme et fondateur de l'association Artists for Democracy in Haïti. Il est l'oncle du réalisateur Ted Demme.
Il meurt d'un cancer de l’œsophage le 26 avril 2017 à l'âge de 73 ans.
Le cinéaste Paul Thomas Anderson lui dédie son film Phantom Thread, ainsi que Brady Corbet son film Vox Lux.

## Filmographie

### En tant que réalisateur

#### Cinéma

##### Fiction
- 1973 : Fly Me (en) (quelques scènes, non crédité)
- 1974 : Cinq Femmes à abattre (Caged Heat)
- 1975 : Crazy Mama
- 1976 : Colère froide (Fighting Mad)
- 1977 : Handle with Care
- 1979 : Meurtres en cascade (Last Embrace)
- 1980 : Melvin and Howard
- 1984 : Swing Shift
- 1986 : Dangereuse sous tous rapports (Something Wild)
- 1987 : Swimming to Cambodia
- 1988 : Veuve mais pas trop (Married to the Mob)
- 1991 : Le Silence des agneaux (The Silence of the Lambs)
- 1993 : Philadelphia
- 1994 : The Complex Sessions (court métrage)
- 1995 : Murder Incorporated
- 1998 : Beloved
- 2002 : La Vérité sur Charlie (The Truth About Charlie)
- 2004 : Un crime dans la tête (The Manchurian Candidate)
- 2008 : Rachel se marie (Rachel Getting Married)
- 2013 : A Master Builder (en)
- 2015 : Ricki and the Flash

##### Documentaires
- 1984 : Stop Making Sense
- 1992 : Cousin Bobby (en)
- 1998 : Storefront Hitchcock (en)
- 2003 : L'Agronome (The Agronomist)
- 2006 : Neil Young: Heart of Gold
- 2007 : Man from Plains
- 2009 : Neil Young Trunk Show (en)
- 2011 : I'm Carolyn Parker
- 2011 : Neil Young Journeys
- 2012 : Enzo Avitabile Music Life

#### Télévision
- 1978 : Columbo : Meurtre à la carte (Murder Under Glass) (téléfilm)
- 1982 : Who Am I This Time? (téléfilm)
- 1988 : Haiti Dreams of Democracy (téléfilm documentaire)
- 1997 : SUBWAYStories: Tales from the Underground (en) (téléfilm collectif, segment "Subway car from hell")
- 2011 : A Gifted Man (pilote de la série TV)
- 2011 : Enlightened (série TV, 2 épisodes)
- 2013 : The Killing (série TV, 2 épisodes)
- 2014 : Line of sight (téléfilm)
- 2017 : Shots Fired (série TV, un épisode)
- 2018 : Seven Seconds (série TV, un épisode)

### En tant que scénariste
- 1971 : Angels Hard as They Come de Joe Viola
- 1972 : The Hot Box de Joe Viola
- 1972 : Rio tigre de Joe Viola
- 1973 : Black mama, white mama de Eddie Romero
- 1974 : 5 femmes à abattre
- 1976 : Colère froide
- 1984 : Stop making sense
- 1988 : Haiti Dreams of Democracy
- 2002 : La Vérité sur Charlie
- 2007 : Man from Plains

### En tant que producteur
- 1971 : Angels Hard as They Come
- 1972 : The Hot Box
- 1986 : Dangereuse sous tous rapports
- 1988 : Haiti Dreams of Democracy
- 1990 : Le Flic de Miami de George Armitage
- 1991 : Women & Men 2: In Love There Are no Rules (téléfilm) de Walter Bernstein, Mike Figgis et Kristi Zea
- 1993 : Amos et Andrew de E. Max Frye (producteur délégué, non crédité)
- 1993 : Household Saints de Nancy Savoca (producteur délégué)
- 1993 : Philadelphia
- 1994 : Roy Cohn/Jack Smith de Jill Godmilow (producteur délégué)
- 1995 : Le Diable en robe bleue de Carl Franklin (producteur délégué)
- 1996 : That Thing You Do! de Tom Hanks
- 1997 : SUBWAYStories : Tales from the Underground (producteur délégué)
- 1998 : Shadrach de Susanna Styron (producteur délégué)
- 1998 : Beloved
- 1999 : Les Opportunistes de Myles Connell (producteur délégué)
- 2001 : Maangamizi: The Ancient One de Martin Mhando et Ron Mulvihill (producteur délégué)
- 2002 : La Vérité sur Charlie
- 2002 : Adaptation de Spike Jonze
- 2003 : L'Agronome
- 2003 : Beah: A Black Woman Speaks de Lisa Gay Hamilton (documentaire)
- 2004 : Un crime dans la tête
- 2006 : Neil Young: Heart of Gold
- 2007 : Man from Plains
- 2008 : Rachel se marie
- 2009 : Crude Independence de Noah Hutton (documentaire, producteur délégué)
- 2009 : Neil Young: Trunk Show
- 2011 : I'm Carolyn Parker
- 2011 : Neil Young Journeys
- 2011-2012 : A Gifted Man (producteur délégué sur 6 épisodes)
- 2012 : Enzo Avitabile Music Life
- 2014 : Song One de Kate Barker-Froyland
- 2014 : Line of Sight (producteur délégué)
- 2015 : The Center de Charlie Griak
- 2015 : Deep Time de Noah Hutton (documentaire, producteur délégué)

### Autres
En 1985, Jonathan Demme réalise pour le groupe britannique New Order le clip de leur titre The Perfect Kiss.
Filmée dans le local de répétition du groupe de Manchester, la vidéo est enregistrée en prise directe et n'est donc pas une simple illustration accompagnant le morceau, mais une performance "live" à part entière. L'enregistrement audio correspondant à cette vidéo figure sur le coffret Retro (4 CDs + 1 bonus) publié en 2002 par le groupe. On peut y entendre Jonathan Demme donner ses instructions au groupe en début de piste, et les féliciter à la fin de la prise. L'esthétique et la lumière sont dues au directeur de la photographie français Henri Alekan, qui a notamment collaboré avec Jean Cocteau sur La Belle et la Bête et Wim Wenders pour Les ailes du Désir. Ce clip, comme toutes les autres publications, produits ou évènements émanant du label musical mancunien Factory Records, est référencé dans leur catalogue sous la nomenclature FAC 321 qui apparaît au début du clip.
Trois ans après ce tournage, Jonathan Demme utilisera un autre titre du groupe, Bizarre Love Triangle, pour la bande originale de Veuve mais pas trop.

## Distinctions
- 1988 : Hommage lors du Festival du cinéma américain de Deauville.
- 1991 : Oscar du meilleur film pour Le Silence des agneaux.
- 1991 : Oscar du meilleur réalisateur pour Le Silence des agneaux.
- 1991 : NYFCC Award du meilleur réalisateur pour Le Silence des agneaux.
- 2004 : Prix Gotham du meilleur documentaire pour L'Agronome.